# Новый восход
«Новый восход» — еженедельное периодическое печатное издание Российской империи.
«Новый восход» издавался в городе Санкт-Петербурге за подписью редактора-издателя Максимилиана Григорьевича Сыркина с января 1910 года. По составу редакции и своей направленности стал продолжением ежемесячника «Восход», который выходил в столице Российской империи с января 1881 по апрель 1906 год. 
В редакционном комитете «Нового Восхода», помимо лиц, руководивших старым «Восходом» (в последние годы его существования) — М. М. Винавера, Л. А. Сева и М. Л. Тривуса, — состояли также: М. И. Шефтель, Л. Я. Штернберг, Ρ. Μ. Бланк, С. В. Познер, М. Я. Притыкин. Юридическим отделом «Нового Восхода» руководил Г. Б. Слиозберг. 
«Новый Восход» стал органом той группы общественных деятелей, которая важнейшей своей задачей считала борьбу за права евреев в России. Отсюда отрицательное отношение его к территориалистическим течениям в еврействе и усиленное внимание к вопросам организации русско-еврейских сил для защиты еврейских интересов в русском государстве (см. Антисемитизм в Российской империи). 
Избегая крайностей национализма, «Новый Восход» в то же время категорически отвергал ассимиляцию во всех её видах и проявлениях. Наряду с защитой политических прав еврейского народа «Новый Восход» ставил себе целью — «поднятие общественно-политического и национального сознания так же, как и культурного уровня широких еврейских масс». 
В «Новом Восходе» помещен был ряд статей Натана Бирнбаума, А. Г. Горнфельда, М. И. Кулишера, академика Ильи Гинцбурга, С. П. Марголина и других видных публицистов того времени.